# 뮌헨 윤리 헌장
뮌헨 윤리 헌장(기자들의 의무와 권리 선언)은 1971년 11월 24일 뮌헨에서 유럽기자연맹이 서명하였다. 신문윤리에 대한 유럽의 참고 문헌이며, 10가지 의무와 5가지 권리를 구분하고 있다. 1918년 초안이 작성되고 1938년 개정된 프랑스 기자의무헌장을 기초로 기자들의 권리를 명시하는 조항을 더하여 작성되었다.

## 내용
누구나 알기 쉽도록 간결하게 쓰여졌다. 법적인 상황에서 모호한 해석을 최소화하려는 목적도 있다.
의무 4, 5, 6조항은 취재원 보호를 목적으로 한다.
의무 8, 9조항은 저널리즘과 일반 통신 사이의 경계를 명확하게 하고자 한다.
권리 2조항은 독자들을 위한 언론사의 약속이 위반되었을 경우에 기자가 취재를 거부할 권리를 정의한다.
권리 4조항은 이사회와 편집부 사이 대화의 필요성에 대해 이야기한다.

### 10가지 의무
1. 기자 본인이 어떠한 대가를 치르든 진실을 존중해야 한다. 대중은 진실을 알 권리가 있기 때문이다.
2. 정보, 논평, 비판의 자유를 보호해야 한다.
3. 기자 본인이 출처를 알고 있는 사실에 대해서만 보도해야 한다. 중요한 정보를 억제하거나 취재 문건의 내용을 고쳐서는 안 된다.
4. 불공정한 방법으로 소식, 사진, 문서를 수집해서는 안 된다.
5. 사생활의 존중을 위해 신중히 처신하여야 한다.
6. 부정확한 정보가 발표되었으면 무엇이든 정정하여야 한다.
7. 직업상 기밀 원칙을 준수하여 비밀리에 수집된 정보의 출처는 공개하지 말아야 한다.
8. 표절, 비방, 명예훼손, 근거없는 혐의 제기, 보도되거나 억제되는 소식에 어떠한 형태의 뇌물이라도 받는 행위 등을 심각한 범죄행위로 여겨야 한다.
9. 기자의 직업을 상업광고주나 선전원의 일과 혼동해서는 안 된다.
10. 외부의 압력에 저항하며, 맡겨진 책임에 충실한 편집부의 지시만을 따라야 한다.

### 5가지 권리
1. 기자들은 모든 정보의 출처에 대해 자유로운 접근을 요구할 수 있으며, 공공의 생활에 영향을 미치는 모든 사건에 대해 자유롭게 문의할 권리를 가진다. 그러므로 공적인 문제나 개인적인 문제에 대한 정보가 기자에게 제공되지 않는다면 이는 예외적인 경우에 해당하며, 명확한 이유가 알려져야 한다.
2. 기자는 정보기관의 보편적인 정책에 반하는 어떠한 인물이나 방침에 종속되기를 거부할 권리가 있다. 이는 문서화되어 채용 조건으로 포함된 조항은 물론 보편적인 정책에서 명시하고 있지 않은 요구사항 등을 포함한다.
3. 기자는 자신의 신념이나 양심에 반하는 직업적 행위나 의견의 표현을 강요당할 수 없다.
4. 편집부원들은 언론사의 생태에 영향을 미칠 만한 중요한 결정에 대해서 반드시 통지받아야 한다. 편집부의 구성에 관련된 모든 결정에 대해 최소한의 상의는 거쳐야 하는데, 예를 들면 기자의 신규 채용, 해고, 부서 이동, 승진 등이 있다.
5. 각자의 역할과 책임의 고려 하에 기자는 노사간의 단체협약 및 개인 근로계약의 결과로 주어지는 혜택을 받을 자격이 주어진다. 이로 인해 직업의 물질적, 도덕적 안정 뿐 아니라 각자의 사회적 조건에 적합하며 경제적 자립을 약속하는 급여 체계를 보장받게 된다.

## 같이 보기
- 한국신문윤리위원회
- 국경 없는 기자회